# オフィス作
有限会社オフィス作（オフィスさく、英文社名；office saku inc.）は、東京都渋谷区に本社を置く日本の芸能プロダクション。

## 沿革
俳優・松田優作没後10年を迎えるにあたり、妻である松田美由紀が、松田優作の存在を後世に伝えるため、また、全国に点在する松田優作ファンの情報交換や交流の場を設けるために、松田優作オフィシャルファンクラブとともに1998年に松田優作事務所「有限会社オフィス作」として設立した。その後2013年に松田優作ファンクラブは閉会した。
芸能プロダクションとしては美由紀、龍平、翔太の松田家の俳優たちのほか、若手俳優やミュージシャン、映像作家のマネジメントを行っている。

## 所属アーティスト
※2024年8月27日 (火) 01:52 (UTC)現在
- 松田優作
- 松田龍平
- 松田翔太
- 松田美由紀
- 藤原季節
- 清水尋也
- 大下ヒロト
- 楽駆
- 松田ゆう姫
- Young Juvenile Youth

## かつて所属していたアーティスト
- kokoro-co
- 坂口恭平
- 千原徹也
- 片山瞳
- 森山未來
- 吉村界人
- 柿本ケンサク
- 坂本慶介
- 保土田寛
- 磯田龍生

## 参考
https://yusaku70.com/